# Simulium longshengense
Simulium longshengense es una especie de insecto del género Simulium, familia Simuliidae, orden Diptera.
Fue descrita científicamente por Chen, Zhang & Zhang, 2007.